# یواس‌ان‌اس مؤثر (تی-ای‌جی‌اواس-۲۱)
یواس‌ان‌اس مؤثر (تی-ای‌جی‌اواس-۲۱) (به انگلیسی: USNS Effective (T-AGOS-21)) یک کشتی است که طول آن 235' می‌باشد. این کشتی در سال ۱۹۹۱ ساخته شد.